# Morasko (метеорит)
Morasko — железный метеорит весом 290000 грамм. Найден в Польше в 1914 году. Химический состав: 92 % железо, 7 % никель, 500 ppm германий, 100 ppm галлий, 1 ppm иридий.